# Aeroporto di Ibiza
L'Aeroporto di Ibiza (in catalano Aeroport d'Eivissa Sant Josep, in spagnolo Aeropuerto de Ibiza San José) è un aeroporto situato a 7 km da Ibiza, nel comune di Sant Josep de sa Talaia, nelle isole Baleari, in Spagna.
Aperto al traffico civile nel 1949 e dichiarato "internazionale" dal 1966, lo scalo è caratterizzato da un traffico che si concentra per la maggior parte nella stagione turistica, con l'85% dei voli totali che avviene durante i 6 mesi di alta stagione (maggio-ottobre)
L'aeroporto è costituito da un solo terminal.

## Storia

### 1940–1989
L'aeroporto fu inizialmente istituito come aeroporto militare temporaneo durante la guerra civile spagnola e rimase aperto dopo il conflitto per essere utilizzato come aeroporto di emergenza. Nel 1949, il sito fu utilizzato per gestire alcuni voli turistici nazionali e internazionali, ma fu chiuso nel 1951.
Solo nel 1958 iniziarono i lavori per riaprire l'aeroporto in risposta al rapido sviluppo del mercato turistico nelle isole Baleari, in particolare nella vicina Maiorca. L'aeroporto riaprì il 1º aprile 1958 con le prime destinazioni durante quell'anno tra cui Palma de Mallorca, Barcellona, Valencia e Madrid.

### Dal 1990 a oggi
Nel corso dei decenni successivi, l'aeroporto si è ampliato progressivamente con miglioramenti alla pista, alla via di rullaggio, al piazzale e al terminal, progettati per far fronte al crescente mercato turistico aereo che, alla fine degli anni '90, generava oltre 3,6 milioni di passeggeri all'anno presso l'aeroporto.
Nel 2011, l'aeroporto ha gestito provvisoriamente oltre 5,6 milioni di passeggeri e circa 61.000 movimenti di aeromobili, con un incremento rispettivamente dell'11,9% e dell'8,4% rispetto al 2010.

## Statistiche

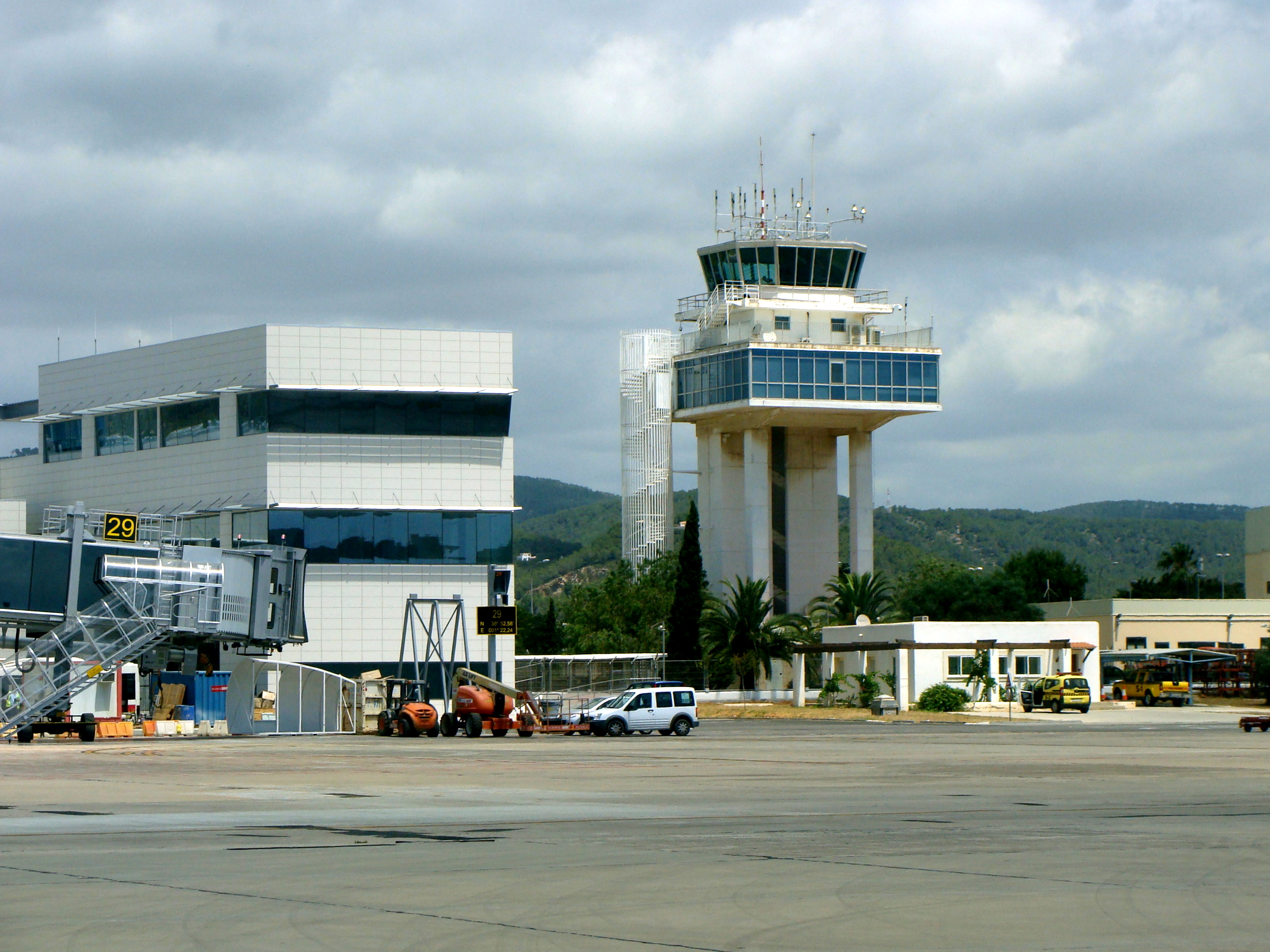
Torre di controllo.

|                                                                                    | Numero di passeggeri | Numero di movimenti |
| ---------------------------------------------------------------------------------- | -------------------- | ------------------- |
| 1997                                                                               | 3.556.828            |                     |
| 1998                                                                               | 3.780.181            |                     |
| 1999                                                                               | 4.185.633            | 45.959              |
| 2000                                                                               | 4.475.708            | 52.544              |
| 2001                                                                               | 4.472.279            | 52.079              |
| 2002                                                                               | 4.094.446            | 48.344              |
| 2003                                                                               | 4.157.291            | 47.990              |
| 2004                                                                               | 4.171.580            | 48.798              |
| 2005                                                                               | 4.164.703            | 49.603              |
| 2006                                                                               | 4.460.141            | 54.146              |
| 2007                                                                               | 4.765.625            | 57.855              |
| 2008                                                                               | 4.647.360            | 57.235              |
| 2009                                                                               | 4.572.819            | 53.552              |
| 2010                                                                               | 5.040.800            | 56.988              |
| 2011                                                                               | 5.643.180            | 61.768              |
| 2012                                                                               | 5.555.048            | 57.738              |
| 2013                                                                               | 5.726.579            | 56.304              |
| 2014                                                                               | 6.212.198            | 60.142              |
| 2015                                                                               | 6.477.283            | 64.612              |
| 2016                                                                               | 7.416.161            | 72.503              |
| 2017                                                                               | 7.903.892            | 75.691              |
| Fonte: Statistiche generali Aena (archiviato dall'url originale l'8 gennaio 2008). |                      |                     |

## Autonoleggi
All'aeroporto di Ibiza sono presenti tutte le aziende di autonoleggio più importanti, tanto nazionali come internazionali. I clienti possono usufruire del servizio in aeroporto o nelle vicinanze dipendendo dalla compagnia scelta. In alta stagione (agosto) si verificano spesso code che fanno aumentare il tempo di attesa a quasi due ore.
Autonoleggi situati all'interno del terminal (piano terra):
- Avis Budget
- Europcar
- Enterprise
- Hertz

Tutti gli altri rent a car hanno un comodo servizio navetta verso i propri uffici.

## Incidenti aerei
- Il 7 gennaio 1972, il volo 602 della Iberia Airlines colpì una montagna durante l'avvicinamento all'aeroporto di Ibiza. Tutti i 104 passeggeri e l'equipaggio a bordo morirono.